# Gramática del maya
El maya, también conocido como maya peninsular o maya yucateco, es un idioma perteneciente a la familia de las lenguas mayenses. Su gramática es similar a la de otras lenguas mayas del norte de Guatemala y Belice. El maya tiene como base morfemas monosilábicos, es decir, palabras o elementos para la formación de las mismas que resisten el análisis morfológico. La lengua maya economiza vocales, pero no llega a producir agrupamientos de consonantes demasiado complejos en una sola sílaba. Tampoco se da en el maya el agrupamiento de vocales de índole aglutinante, a diferencia de otras lenguas de México y Centroamérica; se manifiesta la contracción en muchas palabras y frases, cada una de las que permite el hábito se vuelve eje de la sílaba.

## Características generales
El maya es una lengua compleja para quien estudia las lenguas indoeuropeas. Hay que entender que el mundo mesoamericano comprendía el mundo de manera distinta, y por ello describía lo que le rodeaba de muy diversas maneras. Los mayistas han podido descifrar los glifos de la vieja escritura maya que han servido de base para la interpretación del habla contemporánea de la península de Yucatán. La lengua maya de Yucatán es de tipo sintético; esto significa que usa formas complejas para expresar ideas también complejas. No hay artículos, ni género. No existe el modo infinitivo, y muchos verbos parecen nombres y tienen la doble función.
Aunque el género no existe, sí hay prefijos que pueden distinguir a las palabras, por ejemplo: no solo existe el prefijo masculino y femenino en algunas palabras: también el género animado, el inanimado y el sagrado. Los prefijos se colocan acorde a su interpretación, pero también hay otros prefijos para numerales que representan a seres animados e inanimados (animales y plantas) o bien a objetos blandos, redondos o boludos.

## Descripción lingüística

### Fonología
En la lengua maya de Yucatán abundan los sonidos consonánticos sordos. Una característica notable del maya peninsular , que comparte con muchas otras lenguas mayenses, es el uso de consonantes glotalizadas a las que se les agrega un signo ortográfico ( ʼ ), denominado glotal.
El maya consta de 19 consonantes y 5 vocales:
| Minúsculas | b | ch | chʼ | j | k | kʼ | l | m | n | p | pʼ | s | t | tʼ | ts | tsʼ | w | x | y |
| Mayúsculas | B | Ch | Chʼ | J | K | Kʼ | L | M | N | P | Pʼ | S | T | Tʼ | Ts | Tsʼ | W | X | Y |

| Minúsculas | a | e | i | o | u |
| Mayúsculas | A | E | I | O | U |

Estas vocales se pronuncian según la forma de colocación de los acentos, los cuales se denominan tonos:
| áa | aa | aʼa | áaʼ | aʼ |
| ée | ee | eʼe | éeʼ | eʼ |
| íi | ii | iʼi | íiʼ | iʼ |
| óo | oo | oʼo | óoʼ | oʼ |
| úu | uu | uʼu | úuʼ | uʼ |

## Sustantivo
El sustantivo es la categoría gramatical que designa las entidades: personas, animales, plantas, cosas, etcétera.
máak persona
chʼíichʼ pájaro
lool flor
xanab zapato

### Género
La mayoría de los sustantivos carecen de género gramatical. Sin embargo, es posible distinguir los géneros gramaticales masculino y femenino en algunos sustantivos que se aplican exclusivamente a seres masculinos o femeninos.
xiib hombre
koʼolel mujer
xiʼipal muchacho
chʼúupal muchacha
El sustantivo que designa a la persona que realiza la acción de un verbo puede formarse con los prefijos aj- o ix- si se refiere a un hombre o a una mujer, respectivamente.
paax hacer música → ajpaax músico, hombre que hace música o ixpaax música, mujer que hace música
tsʼíib escribir → ajtsʼíib escritor, hombre que escribe o ixtsʼíib escritora, mujer que escribe
En el caso de los animales, se anteponen las palabras xibil o chʼupul si se refiere a un macho o a una hembra, respectivamente.
wakax ganado vacuno → xibil wakax toro o chʼupul wakax vaca
tsíimin ganado equino → xibil tsíimin caballo o chʼupul tsíimin yegua

### Número
El plural de los sustantivos se obtiene agregando el sufijo -oʼob.
wíinik humano → wíinikoʼob personas
peekʼ perro → peekʼoʼob perros
xíiw hierba → xíiwoʼob hierbas
tuup arete → tuupoʼob aretes
Si el sustantivo termina con una vocal glotalizada, el plural se forma agregando el sufijo -ob.
naʼ madre → naʼob madres
tsoʼ pavo → tsoʼob pavos
cheʼ árbol → cheʼob árboles
jaʼ agua → jaʼob aguas
Los sustantivos que terminan con -al procedentes del sustantivo paal, niño, forman el plural agregando el sufijo -al. Sin embargo, es posible agregar el sufijo -oʼob a la pluralización anterior, quedando -aloʼob, lo que constituye una doble pluralización.
xiʼipalal o xiʼipalaloʼob muchachos
chʼúupalal o chʼúupalaloʼob muchachas

### Formación de sustantivos

#### Derivación
Los adjetivos pueden volverse sustantivos abstractos agregando el sufijo -il. El sustantivo formado refleja la cualidad del adjetivo.
óotsil pobre → óotsilil pobreza
ayikʼal rico → ayikʼalil riqueza
Los adjetivos que forman parte de construcciones con el sustantivos óol, mente, espíritu, ánimo, ser, requieren el sufijo -al para volverse sustantivos abstractos:
kiʼimak óol feliz → kiʼimak óolal felicidad
toj óol saludable → toj óolal salud
Los verbos pueden utilizarse como sustantivos dependiendo del contexto de la oración.
xook estudiar o el estudio
janal comer o la comida

#### Composición
La unión de palabras en una sola puede formar sustantivos:
Sustantivo + sustantivo: beel camino + chʼoʼ ratón → beelchʼoʼ travesaño
Adjetivo + sustantivo: yaʼax verde + cheʼ árbol → yaʼaxcheʼ ceiba
Verbo + sustantivo: paʼ quebrar + pʼúul cántaro → paʼapʼúul piñata

## Adjetivos
El adjetivo es la categoría gramatical que designa las cualidades del sustantivo.
chowak largo
sak blanco
bekʼech delgado (tú)
síis frío

### Género
Los adjetivos carecen de género gramatical, con excepción de dos:
kiʼichkelem guapo, hermoso, lindo, bello, bonito (exclusivamente para hombres)
kiʼichpam guapa, hermosa, linda, bella, bonita (exclusivamente para mujeres)
Para los animales, las plantas y las cosas, se utiliza:
jatsʼuts hermoso, lindo, bonito

### Número
Los adjetivos se pluralizan con la adición del posfijo "-oʼob", y el distributivo se obtiene agregando el sufijo -tak, quedando -takoʼob, lo que constituye una pluralización que informa al oyente de la naturaleza individual de cada elemento del conjunto, algo así como "cada uno de ellos es".
kóom corto → kóomtak o kóomtakoʼob pequeños
chak rojo → chaktak o chaktakoʼob rojos
polok gordo → poloktak o poloktakoʼob gordos
chokoj caliente → chokojtak o chokojtakoʼob calientes
Los adjetivos mejen y nuuk son plurales. Sin embargo, también se les puede agregar el sufijo -tak e, incluso, -takoʼob.
mejen, mejentak o menjentakoʼob pequeños
nuuk, nuuktak o nuuktakoʼob grandes

### Formación de adjetivos

#### Derivación
Los sustantivos pueden volverse adjetivos agregando el sufijo -il, lo que designa una relación con lo que expresa el sustantivo.
naʼ madre → naʼil materno, maternal
kʼáax monte → kʼáaxil montés
Los adjetivos gentilicios se forman agregando el sufijo -il a los nombres de pueblos y ciudades.
Joʼ Mérida → joʼil meridano
Sakiʼ Valladolid → sakiʼil vallisoletano
Los adjetivos deverbales o participios se forman agregando -aʼan a la raíz del verbo:
kʼaal cerrar → kʼalaʼan cerrado
Los adjetivos de naturaleza esencial se forman agregando el sufijo -Vl a la raíz del verbo, donde V representa la vocal de la raíz del verbo.
xaak ampollar → xaakal ampollado
Los adjetivos posicionales se forman agregando el sufijo -Vkbal a la raíz del verbo, donde V representa la vocal de la raíz del verbo.
chiltal acostarse → chilikbal acostado
kultal sentarse → kulukbal sentado
Los adjetivos de tratamiento se forman agregando el sufijo -bil a la raíz del verbo y designa la acción recibió o debe recibir el sustantivo.
chaak salcochar → chakbil salcochado
Los adjetivos de posibilidad se forman agregando el sufijo -beʼen a la raíz del verbo y designa la posibilidad de realizar en él la acción que éste indica:
xook leer, contar → xokbeʼen legible, contable

### Interacción con el sustantivo

#### Posición
Por regla gramatical, el adjetivo se sitúa antes del sustantivo normalmente.
chich duro + tuunich piedra → chich tuunich piedra dura
boox negro + miis gato → boox miis gato negro
Pero también es posible encontrarlo después del sustantivo.
tuunich chich piedra dura
miis boox gato negro

#### Concordancia
Por regla gramatical, cuando se unen un adjetivo y un sustantivo, generalmente solo este último presenta la marcación plural.
nojoch grande + kuum olla → nojoch kuumoʼob ollas grandes
taam profundo + chʼeʼen pozo → taam chʼeʼenoʼob pozos profundos
Sin embargo, es posible pluralizar solo el adjetivo o ambos elementos, incluso con la doble pluralización del adjetivo.
nojochtak kuum, nojochtak kuumoʼob o nojochtakoʼob kuumoʼob ollas grandes
taamtak chʼeʼen, taamtak chʼeʼenoʼob o taamtakoʼob chʼeʼenoʼob pozos profundos
Por regla gramatical, cuando se utilizan los adjetivos mejen y nuuk, generalmente el sustantivo permanece en singular.
mejen pequeños + kay peces → mejen kay peces pequeños
nuuk grandes + abal ciruela → nuuk abal ciruelas grandes
Sin embargo, es posible pluralizar el sustantivo o agregarle al adjetivo los sufijos pluralizadores, lo que puede constituir una cuádruple pluralización.
mejentak kay, mejentakoʼob kay, mejen kayoʼob, mejentak kayoʼob o mejentakoʼob kayoʼob peces pequeños
nuuktak abal, nuuktakoʼob abal, nuuk abaloʼob, nuuktak abaloʼob o nuuktakoʼob abaloʼob ciruelas grandes

## Determinante
El determinante es la categoría gramatical que hace específica la entidad designada por el sustantivo. Existen diferentes tipos de determinantes: demostrativos, posesivos, numerales.

### Demostrativo
Los determinantes demostrativos tienen una función deíctica, es decir, señalan específicamente la entidad designada por el sustantivo. Estos determinantes tienen una forma discontinua y están constituidos por la palabra le y los sufijos -aʼ, -oʼ y -eʼ según el caso.
lelaʼ éste, ésta, esto
leloʼ ése, ésa, eso
leleʼ aquel, aquella, aquello
Debido a la forma discontinua, el sustantivo quedan enmarcado por los determinantes posesivos.
le otochaʼ esta casa
le otochoʼ esa casa
le otocheʼ aquella casa
Si el sustantivo es plural, el sufijo se coloca después de la marcación del plural.
le otochoʼobaʼ estas casas
le otochoʼoboʼ esas casas
le otochoʼobeʼ aquellas casas
Si, además hay uno o más adjetivos, también quedan enmarcados por los determinantes posesivos.
le túumben otochoʼobaʼ estas casas nuevas
le túumben otochoʼoboʼ esas casas nuevas
le túumben otochoʼobeʼ aquellas casas nuevas
´
Plural
leloʼobaʼ estos, estas
leloʼoboʼ esos, esas
leloʼobeʼ aquellos, aquellas

### Numeral
Cuando se usa la numeración definida no es necesario colocar el numeral indefinido -oʼob, que habitualmente sí se usa en español. El numeral dependiente se anexa para contar algo; el numeral kúul se usa solo para árboles y plantas; el numeral pʼéel se usa solo para cosas inanimadas; el numeral túul se usa solo para seres animados o seres vivos; el numeral tsʼíit se usa para cosas delgadas o largas como las varas, velas o lápices; el numeral wóol se usa para contar cosas boludas o amasadas, y el numeral lóochʼ sirve para contar puñados de cosas.
| Número | Numeral dependiente | Sustantivo | Traducción            |
| ------ | ------------------- | ---------- | --------------------- |
| jun    | kúul                | yaʼaxcheʼ  | una ceiba             |
| kaʼa   | pʼéel               | tʼaan      | dos palabras          |
| óox    | túul                | peekʼ      | tres perros           |
| kan    | tsʼíit              | chʼilib    | cuatro varas          |
| joʼo   | wóol                | kʼeyem     | cinco bolas de pozole |
| wak    | lóochʼ              | ixiʼim     | seis puñados de maíz  |

## Pronombres

### Pronombres personales
Los pronombres personales son morfemas gramaticales sin contenido léxico que, en una oración, usualmente (aunque no siempre) se refieren a objetos, personas o animales.
| Persona | Singular maya | Singular español | Plural maya | Plural español |
| ------- | ------------- | ---------------- | ----------- | -------------- |
| Primera | Teen          | Yo               | Toʼon       | Nosotros       |
| Segunda | Teech         | Tú, usted        | Teʼex       | Ustedes        |
| Tercera | Letiʼ         | Él, ella         | Letiʼob     | Ellos, ellas   |

### Pronombres dependientes
Los pronombres dependientes no tienen un significado por sí solos, sino que lo adquieren cuando son antecedidos por verbos en las conjugaciones del presente habitual y presente actual.
| Persona | Pronombre personal singular | Pronombre dependiente singular | Pronombre personal plural | Pronombre dependiente plural |
| ------- | --------------------------- | ------------------------------ | ------------------------- | ---------------------------- |
| Primera | Teen                        | in                             | Toʼon                     | k                            |
| Segunda | Teech                       | a                              | Teʼex                     | a ...eʼex                    |
| Tercera | Letiʼ                       | u                              | Letioʼob                  | u ...oʼob                    |

### Pronombre posesivo
| Pronombre dependiente | Partícula posesiva solo en vocales | Sustantivo | Traducción      |
| --------------------- | ---------------------------------- | ---------- | --------------- |
| in                    | w                                  | áak        | mi tortuga      |
| a                     | w                                  | áak        | tu tortuga      |
| u                     | y                                  | áak        | su tortuga      |
| k                     | w                                  | áak        | nuestra tortuga |
| a                     | w                                  | áakeʼex    | su tortuga      |
| u                     | y                                  | áakoʼob    | su tortuga      |

## Presente actual
| Personas  | Tiempo actual | Pronombre dependiente | Verbo     | Traducción                  |
| --------- | ------------- | --------------------- | --------- | --------------------------- |
| teneʼ     | táan          | in                    | tʼaan     | Yo estoy hablando           |
| techeʼ    | táan          | a                     | tʼaan     | Tú estás hablando.          |
| letiʼeʼ   | táan          | u                     | tʼaan     | Él/Ella está hablando.      |
| toʼoneʼ   | táan          | k                     | tʼaan     | Nosotros estamos hablando.  |
| teʼexeʼ   | táan          | a                     | tʼaaneʼex | Ustedes están hablando.     |
| letiʼobeʼ | táan          | u                     | tʼaanoʼob | Ellos/ellas están hablando. |

## Presente habitual o simple
| Personas  | Tiempo habitual dependiente | Verbo     | Traducción            | Verbo intransitivo |  |
| --------- | --------------------------- | --------- | --------------------- | ------------------ |  |
| teneʼ     | kin                         | tʼaan     | "Yo hablo."           | kin tʼanik         |  |
| techeʼ    | ka                          | tʼaan     | "Tú hablas."          | ka tʼanik          |  |
| letiʼeʼ   | ku                          | tʼaan     | "Él/Ella habla."      | ku tʼanik          |  |
| toʼoneʼ   | k                           | tʼaan     | "Nosotros hablamos."  | k tʼanik           |  |
| teʼexeʼ   | ka                          | tʼaaneʼex | "Ustedes hablan."     | ka tʼanikeʼex      |  |
| letiʼobeʼ | ku                          | tʼaanoʼob | "Ellos/Ellas hablan." | ku tʼanikoʼob      |  |

### Focalización
Debe notarse que un verbo y un sustantivo pueden tener la misma traducción, por lo que se está recurriendo a los pronombres dependientes y posesivos para diferenciar la palabra y el verbo:
(1a) Teneʼ kin tʼaan tin tʼaan
"Yo hablo mi lengua."
(1b) Techeʼ ka meen ta wotoch
"Tú construyes tu casa."

## Pretérito
| Personas  | Partícula | Verbo | Tiempo habitual dependiente | Traducción            |
| --------- | --------- | ----- | --------------------------- | --------------------- |
| teneʼ     | j         | tʼaan | najen                       | Yo hablé.             |
| techeʼ    | j         | tʼaan | najech                      | Tú hablaste.          |
| letiʼeʼ   | j         | tʼaan | najij                       | Él/Ella habló.        |
| toʼoneʼ   | j         | tʼaan | najoʼon                     | Nosotros hablamos.    |
| teʼexeʼ   | j         | tʼaan | najeʼex                     | Ellos/Ellas hablaron. |
| letioʼobe | j         | tʼaan | najoʼob                     | Ustedes hablaron.     |

## Futuro
| Personas   | Partícula | Verbo | Tiempo habitual dependiente | Traducción            |
| ---------- | --------- | ----- | --------------------------- | --------------------- |
| teneʼ      | bíin      | tʼaan | naken                       | Yo hablaré.           |
| techeʼ     | bíin      | tʼaan | nakech                      | Tú hablarás.          |
| letiʼeʼ    | bíin      | tʼaan | nak                         | Él/Ella hablará.      |
| toʼoneʼ    | bíin      | tʼaan | nakoʼon                     | Nosotros hablaremos.  |
| teʼexeʼ    | bíin      | tʼaan | nakeʼex                     | Ellos/Ellas hablarán. |
| letioʼobeʼ | bíin      | tʼaan | nakoʼob                     | Ustedes hablarán.     |

### Muestrario de léxico
Expresiones frecuentes:
Bix a beel
"¿Cómo te va?" (literalmente: "¿Cómo está tu camino?")
Maʼalob, kux teech.
"Bien, ¿y tú?" 
Bey xan teen.
"Igual yo."
Bix a kʼaabaʼ.
"¿Cómo te llamas?" (literalmente: "¿Cómo es tu nombre?")
In kʼaabaʼeʼ Jorge
Mi nombre es Jorge.
Jach kiʼimak in wóol in kʼajóolt kech.
"Encantado de conocerte." (literalmente: "Muy feliz mi ser de conocerte")